# 37391 Ebre
37391 Ebre este un asteroid din centura principală de asteroizi.

## Descriere
37391 Ebre este un asteroid din centura principală de asteroizi. A fost descoperit pe 1 decembrie 2001 la Ametlla de Mar de Jaume Nomen Torres. El prezintă o orbită caracterizată de o semiaxă mare de 2,36 ua, o excentricitate de 0,23 și o înclinație de 6,5° în raport cu ecliptica.